# Максимов, Евгений Иванович
Максимов Евгений Иванович (р. 1969, г. Иркутск) — концертирующий пианист, лауреат международных конкурсов, доктор искусствоведения, доцент межфакультетской кафедры фортепиано Московской государственной консерватории имени П. И. Чайковского.

## Биография
В 1987 году окончил Московскую среднюю специальную музыкальную школу им. Гнесиных по трем специальностям:
- 1) Фортепиано;
- 2) Валторна;
- 3) Полный курс музыкально-теоретических дисциплин.

В 1992 году с отличием окончил Московскую государственную консерваторию им. П. И. Чайковского по классу фортепиано у профессора Ю. С. Слесарева, в 1997 году — ассистентуру-стажировку по специальности «Фортепиано», руководитель — профессор Ю. С. Слесарев. Также занимался у профессора РАМ им. Гнесиных М. С. Гамбарян. Параллельно с фортепиано обучался органу.
С 1996 года по настоящее время преподает на межфакультетской кафедре фортепиано Московской государственной консерватории им. П. И. Чайковского (с 2009 г. — доцент).
С 2015 года также стажируется на кафедре органа и клавесина Московской консерватории.

## Деятельность

### Репертуар
С 1992 г. Е. Максимов активно концертирует в России и за рубежом. Сольные и ансамблевые выступления состоялись в концертных залах Москвы, Венской музыкальной академии, Литвы, Туркмении, Финляндии, Швеции и др.
Выступает с разнообразной программой, включающей произведения Скарлатти, Баха, Гайдна, Моцарта, Бетховена, Шуберта, Шумана, Шопена, Листа, Брамса, Чайковского, Глазунова, Рахманинова, Прокофьева, Шёнберга, Шнитке и других композиторов.
Известны монографические и моножанровые концерты в Рахманиновском зале консерватории, в том числе благотворительные лекции-концерты.

### Дискография
Студийные и концертные записи из произведений в том числе:
- Фонд Московской консерватории им. П. И. Чайковского

1. Моцарт. Вариации KV 264, 265, 354, 455, 573, 613 (SMC 2007)
2. А. Самонов. Девять фантазий «Маленький принц» (SMC 2010)[4].

### Научная работа
В 2003 году защитил кандидатскую диссертацию «Фортепианное творчество Бетховена в контексте музыкальной критики и исполнительских тенденций конца XVIII — первой трети XIX века» (научный руководитель — доктор искусствоведения, профессор Л. В. Кириллина).
В 2014 году защитил докторскую диссертацию «История фортепианных вариаций классико-романтической эпохи» (научный консультант — доктор искусствоведения, профессор Л. В. Кириллина).
В последние годы Е. И. Максимов занимается исследованием и исполнением мало изученного жанра — фортепианных вариаций.
Опубликовано 27 научных работ, в том числе основные:

#### Монографии
- - Максимов Е. И. Фортепианное творчество Бетховена в рецензиях его современников. — М.: Прест, 2001.
  - Максимов Е. И. Фортепианные вариации венских классиков. — Saarbrücken: Lambert Academic Publishing, 2011.
  - Максимов Е. И. Фортепианные вариации на оригинальные темы в классико-романтическую эпоху. — М.: ОнтоПринт, 2013.

#### Учебные пособия
- - Максимов Е. И. Проблемы темпа в фортепианных произведениях Бетховена и методика их решения. — М.: ОнтоПринт, 2013.
  - Максимов Е. И. О работе над фортепианными вариациями венских классиков. — М.: ОнтоПринт, 2013.

#### Статьи в сборниках и периодических изданиях
- - Максимов Е. И. Вариации Бетховена и его современников на тему Диабелли // Фортепиано. — 2000. — № 4. — C. 25-29.
  - Максимов Е. И. Фортепианная музыка И. Б. Крамера в её связях с творчеством Бетховена // Вопросы методики преподавания музыкально-исполнительских дисциплин. Межвузовский сборник научных трудов / отв. ред. Д. А. Науказ. — М.: Московский педагогический государственный университет, 2002. — Вып. 4. — C. 8-17.
  - Максимов Е. И. Тридцать три вариации Стефана Хеллера на тему Бетховена // Фортепиано. — 2007. — № 3-4. — С. 44-49.
  - Максимов Е. И. Коллективные вариации «Гексамерон» и их драматургия (к истории развития жанра) // Музыковедение. — 2008. — № 4. — С. 13-19.
  - Максимов Е. И. Вариации Бетховена на тему русского танца // Старинная музыка. — 2008. — № 1-2. — С. 30-35.
  - Максимов Е. И. Роберт Шуман и фортепианные вариации // Музыкальная академия. — 2008. — № 3. — С. 171—180.
  - Максимов Е. И. Бетховен и Йозеф Гелинек: соперничество в вариациях // Старинная музыка. — 2008. — № 4. — С. 21-25.
  - Максимов Е. И. Традиция hommage в ранних вариациях Бетховена // Музыковедение— 2009. — № 1. — С. 2-10.
  - Максимов Е. И. Фортепианные вариации Фердинанда Риса в контексте классических традиций // Проблемы музыкальной науки. — 2009. — № 2. — С. 143—146.
  - Максимов Е. И. Феномен коллективных вариаций в «Парафразах» русских композиторов // Наследие: русская музыка — мировая культура: сб. статей, материалов, писем и воспоминаний / сост., ред. и комментарии Е. С. Власовой, Е. Г. Сорокиной. — М.: Московская консерватория, 2009. — Вып. I. — С. 47-

Принимает участие в международных научных конференциях, рецензирует другие публикации, в том числе в ведущей газете «Российский музыкант».

## Награды и звания
Лауреат международных исполнительских конкурсов (Киев, 2003 г. — I премия, Финляндия — 2005 г. I премия, Москва — 2006 г).